# Лейк-Пойнсетт (Південна Дакота)
Лейк-Пойнсетт (англ. Lake Poinsett) — переписна місцевість (CDP) в США, в округах Гемлін і Брукінґс штату Південна Дакота. Населення — 501 особа (2020).

## Географія
Лейк-Пойнсетт розташований за координатами 44°34′21″ пн. ш. 97°6′30″ зх. д. / 44.57250° пн. ш. 97.10833° зх. д. (44.572462, -97.108429).  За даними Бюро перепису населення США в 2010 році переписна місцевість мала площу 46,02 км², з яких 13,49 км² — суходіл та 32,52 км² — водойми.

## Демографія
Згідно з переписом 2010 року, у переписній місцевості мешкали 493 особи в 222 домогосподарствах у складі 164 родин. Густота населення становила 11 осіб/км².  Було 693 помешкання (15/км²).
Расовий склад населення:
| - 98,8 % — білих - 0,6 % — азіатів - 0,2 % — корінних американців |

До двох чи більше рас належало 0,4 %. Частка іспаномовних становила 0,4 % від усіх жителів.
За віковим діапазоном населення розподілялося таким чином: 17,6 % — особи молодші 18 років, 55,6 % — особи у віці 18—64 років, 26,8 % — особи у віці 65 років та старші. Медіана віку мешканця становила 54,5 року. На 100 осіб жіночої статі у переписній місцевості припадало 108,9 чоловіків;  на 100 жінок у віці від 18 років та старших — 110,4 чоловіків також старших 18 років.
Середній дохід на одне домашнє господарство  становив 86 837 доларів США (медіана — 62 188), а середній дохід на одну сім'ю — 95 210 доларів (медіана — 81 875). За межею бідності перебувало 0,7 % осіб, у тому числі 0,0 % дітей у віці до 18 років та 0,0 % осіб у віці 65 років та старших.
Цивільне працевлаштоване населення становило 242 особи. Основні галузі зайнятості: освіта, охорона здоров'я та соціальна допомога — 23,1 %, роздрібна торгівля — 15,7 %, фінанси, страхування та нерухомість — 13,2 %, будівництво — 11,2 %.